# 布雷西亚足球俱乐部
布雷西亚足球俱乐部（Brescia Calcio），是一家意大利布雷西亚市的足球俱乐部，成立于1911年。该俱乐部目前於意大利足球丙级联赛中参赛，多数赛季徘徊于甲级与乙级之间。球队球衣的颜色是蓝色和白色，主场在布雷西亚的马里奥·里加蒙蒂体育场。

## 歷史
球队成立于1911年，在第三级别的联赛中参赛。1912年，布雷西亚队第一次升上甲级联赛，并连续6个赛季在甲级中参赛。直到1982年，布雷西亚队始终在最高的两个级别的联赛中参赛。1982年球队降入丙级，直到1985年才回到乙级。
1994年，布雷西亚队赢得了英格兰-意大利杯冠军，是目前俱乐部取得的最高荣誉。但直到2000年，布雷西亚俱乐部才取得广泛关注，因为他们签下了前世界足球先生罗伯特·巴乔。巴乔帮助球队历史性地获得了2000-2001赛季意甲联赛的第7名，是俱乐部在意甲的最好成绩，并且获得了国际托托杯的参赛资格。随后，布雷西亚队打进国际托托杯决赛，但负于法国巴黎圣日耳曼队。巴乔在球队效力了4个赛季，并于2004年在这里退役。在这历史性的4年中，球队以“巴乔的布雷西亚”为人们熟知，是俱乐部在意甲最辉煌的阶段。但在巴乔退役后的第一个赛季，即2004-2005赛季，球队仅获得意甲第19名，降入乙级。
意大利当地时间6月13日，意乙升级附加赛决赛第2回合，布雷西亚主场2比1击败都灵，以2比1的总比分拿到最后1个升级名额，时隔5年后重返意甲。
前西班牙国家队队长何塞普·瓜迪奥拉、意大利国家队前锋卢卡·托尼和出生于布雷西亚的AC米兰球星安德烈·皮尔洛都曾经在布雷西亚队效力。

## 著名球员
| - 罗伯特·巴乔（Roberto Baggio） - 安德烈·皮尔洛（Andrea Pirlo） - 丹尼尔·阿达尼（Daniele Adani） - 尤金尼奥·科里尼（Eugenio Corini） - 马可·德尔维奇奥（Marco Delvecchio） - 路易吉·迪·比亚吉奥（Luigi Di Biagio） - 克里斯蒂亚诺·多尼（Cristiano Doni） - 卢卡·托尼（Luca Toni） - 亚历山大·阿尔托贝利（Alessandro Altobelli） - 埃瓦里斯托·贝卡洛西（Evaristo Beccalossi） - 达里奥·胡布内尔（Dario Hubner） - 亚历山德罗·迪亚曼蒂（Alessandro Diamanti） - 阿尔贝特·布吕尔斯（Albert Brülls） - 吉尔伯特·博达特（Gilbert Bodart） |  | - 格奥尔基·哈吉Gheorghe Hagi - 多林·马泰乌茨（Dorin Mateut） - 弗洛林·拉杜乔尤（Florin Raducioiu） - 伊万·萨伯乌（Ioan Sabău） - 史蒂芬·阿皮亚（Stephen Appiah） - 布兰科·克劳迪奥·伊布拉辛·巴兹·雷亚尔（Branco — Cláudio Ibrahim Vaz Leal） - 希尔韦托·马丁内斯（Gilberto Martínez） - 塔尔·巴宁（Tal Banin） - 马雷克·哈姆西克（Marek Hamšík） - （Josep Guardiola） - 马雷克·科日明斯基（Marek Koźmiński） - 马库斯·绍普（Markus Schopp） |

## 退役号码
- 10  罗伯特·巴乔
- 13  维托里奥·梅罗

## 荣誉
- 意大利足球乙级联赛冠军：1964-65赛季、1991-92赛季、1996-97赛季
- 意大利足球丙级联赛冠军：1938-39赛季、1984-85赛季
- 英格兰-意大利杯：1993-94赛季